# Belaa
Belaa ou Bellaa est une commune de la wilaya de Sétif en Algérie.